# Cherryville (Colombie-Britannique)
Pour les articles homonymes, voir Cherryville.
Cherryville est une communauté de la Colombie-Britannique située dans le district régional de North Okanagan.